# 반스 & 노블 눅
반스 & 노블 눅(Barnes & Noble Nook, nook 또는 NOOK)은 미국 서점 체인 반스 & 노블에서 안드로이드 플랫폼을 기반으로 개발한 전자책 단말기 브랜드이다. 이 기기는 2009년 10월 미국에서 발표되었고, 다음 달에 출시되었다. 초기 눅은 6인치 전자종이 디스플레이와 기본 입력 장치 역할을 하는 별도의 작은 컬러 터치스크린을 가졌으며, 와이파이와 AT&T 3G 무선 연결이 가능했다. 초기 눅은 2010년 11월에 컬러 LCD 장치인 눅 컬러로 이어졌고, 2011년 6월에는 눅 심플 터치가, 2011년 11월과 2012년 2월에는 눅 태블릿이 출시되었다. 2012년 4월 30일, 반스 & 노블은 마이크로소프트와 제휴하여 눅 및 대학 사업을 자회사로 분사했다. 2012년 8월 28일, 반스 & 노블은 영국 소매업체들과의 제휴를 발표했으며, 2012년 10월부터 눅 디지털 제품을 판매하기 시작했다. 2014년 12월, B&N은 마이크로소프트의 눅 지분을 매입하여 제휴를 종료했다.
눅 사용자는 반스 & 노블의 와이파이에 연결되어 있는 동안 하루에 한 시간 동안 거의 모든 눅 스토어 전자책, 디지털 잡지 또는 신문을 읽을 수 있다.

## 명칭
눅의 이름과 정체성은 R/GA의 브랜드 개발 그룹에서 고안하고 만들었다. 눅은 처음에는 반스 & 노블에 의해 이름으로 거부되었지만, 결국 nook이 익숙한 독서 공간이라는 연결고리가 회사 경영진의 마음을 바꾸기에 충분했다. 이 결정은 여성 독자들이 남성보다 더 많이 읽는 경향이 있다는 NPR 기사의 정보에 기반을 두었다. 이 이름은 렉스 와일더가 Ammunition Design Group의 컨설팅을 했을 때에도 주장되었다.

## 장치

### 현재

#### Nook GlowLight 4 (E Ink)
2021년 12월, B&N은 4세대 글로우라이트 전자책 단말기를 발표했다. 글로우라이트 4는 강화된 조명 시스템을 갖추고 있어 낮이나 밝은 조명의 방에서는 시원한 백색광을 제공하지만, 어두운 공간에서 독서할 때는 수동 또는 자동으로 푸른빛이 적은 주황색 톤의 야간 모드로 전환할 수 있다. 이 장치는 또한 물리적인 페이지 넘김 버튼을 가지고 있으며, USB-C를 지원하는 최초의 장치이다.

#### Nook GlowLight 4 Plus (E Ink)
2023년 9월 6일, B&N은 7.8인치 디스플레이를 탑재한 글로우라이트 4 플러스 전자책 단말기를 출시했다. 더 큰 4 플러스는 글로우라이트 4의 향상된 조명과 300 ppi 해상도를 유지하지만, 디스플레이가 이제 장치 전면과 플러시 처리되었다. 글로우라이트 4 제품군에 속한 다른 제품들과 마찬가지로 물리적인 페이지 넘김 버튼과 USB-C를 갖추고 있지만, 정전식 터치스크린 (물리적 버튼이 아닌) 홈 버튼을 갖춘 최초의 기기이다. 4 플러스는 또한 오디오북 청취를 위한 헤드폰 잭과 블루투스 오디오 지원을 포함하는 최초의 E 잉크 눅이다.

#### Nook 9" Lenovo Tablet (LCD)
2024년 2월 5일, B&N은 149.99달러에 9인치 LCD 안드로이드 태블릿 컴퓨터를 발표했다. 이 장치는 64GB의 저장 공간(별도로 구매하는 microSD 카드로 최대 128GB까지 확장 가능)과 13시간의 배터리 수명을 제공한다. 9인치 컬러 디스플레이는 TUV 라인란드(TÜV Rheinland) 인증을 받은 블루라이트 차단 기능, 그레이스케일, 크로마틱 및 몰입형 독서 모드를 제공하며, 지문 방지 기능이 있다. 이 태블릿에는 전면 및 후면 카메라가 장착되어 있다. 오디오북 및 블루투스 호환성 외에도, 이 태블릿은 오디오 잭과 돌비 애트모스를 지원하는 듀얼 스피커, 그리고 다양한 헤드폰 옵션, 충전 및 데이터 전송을 위한 USB-C 포트를 제공한다. 눅 레노버 태블릿은 아크틱 그레이와 프로스트 블루 색상으로 제공된다.

### 단종된 기기

#### E Ink 기기

##### Nook 1st Edition
이 장치는 와이파이와 AT&T 3G 무선 연결을 모두 포함하는 눅과 와이파이만 포함하는 눅, 두 가지 버전이 있다.

##### 3G + Wi-Fi 버전
- 이 버전은 2009년 11월 22일에 259 달러의 소매가로 출시되었다. 반스 & 노블 온라인 스토어에 무료로 접속할 수 있도록 와이파이 + 3G 연결 기능이 내장되어 제공되었다.
- 6인치 E 잉크 디스플레이와 기본 입력 장치 역할을 하는 별도의 작은 컬러 터치스크린이 있다.[17]
- 2010년 6월 21일, 새로운 눅 와이파이 출시와 함께 가격이 199 달러로 인하되었다.
- 2011년 5월 25일, 더 새로운 눅 심플 터치 리더의 발표와 함께 가격이 169 달러로 인하되었다.
- 2011년 초, 눅 와이파이 + 3G는 단종되었다.

##### Wi-Fi 버전
- 눅 1세대 이 버전은 와이파이만 지원하며 (3G 무선은 지원하지 않음), 흰색 후면 패널 (와이파이 + 3G 버전의 회색 후면 패널과 대조됨)로 쉽게 구별할 수 있다. 눅 와이파이는 2010년 6월 21일에 149 달러의 소매가로 출시되었다.
- 2011년 5월 25일, 새로운 눅 심플 터치 리더가 발표되면서 가격이 119 달러로 인하되었다.
- 2011년 9월, 가격이 다시 89 달러로 인하되었다.
- 2011년 말, 눅 와이파이는 단종되었다.

##### Nook Simple Touch
2011년 5월 25일에 발표된 심플 터치 리더(비공식적으로 눅 2세대라고도 불림)는 2011년 6월 10일에 139 달러의 소매가로 출시되었다. 심플 터치는 와이파이 전용 눅으로, 적외선 터치스크린, E 잉크 기술을 사용하며, 배터리 수명은 최대 2개월(또는 와이파이를 끈 상태에서 약 25,000페이지 연속 넘김으로 150시간)이다. 이 장치는 212 그램 (7.5 oz)의 무게에 6.5인치 × 5인치 × 0.47인치의 크기를 가진다.
- 2011년 11월 7일, 심플 터치 리더의 가격은 99 달러로 떨어졌다.
- 2012년 12월 9일, 심플 터치 리더의 가격은 79 달러로 떨어졌다.
- 2013년 12월 4일, 심플 터치 리더의 가격은 59 달러로 떨어졌다.
- 2014년 2월, 심플 터치 리더는 글로우라이트에 의해 단종되었다.

##### Nook Simple Touch with GlowLight
2012년 4월 12일, "글로우라이트"라는 이름의 LED 조명이 내장된 눅 심플 터치 리더가 139 달러의 소매가로 출시되었다. 이 모델은 바깥쪽 가장자리에 회색 베젤이 있어 글로우라이트가 없는 모델과 구별된다.
- 2012년 9월 30일, 글로우라이트가 있는 심플 터치 리더의 가격은 119 달러로 떨어졌다.
- 2013년 8월 18일, 글로우라이트가 있는 심플 터치 리더의 가격은 99 달러로 떨어졌다.[18]
- 2013년 10월 30일, 글로우라이트가 있는 심플 터치 리더는 눅 글로우라이트에 의해 단종되었다.

##### Nook GlowLight
눅 글로우라이트("nook GlowLight"로 마케팅됨) 전자책 단말기는 2013년 10월 30일에 출시되었다. 글로우라이트는 6인치 터치스크린과 E 잉크 펄을 사용하며, 무선 기능을 끈 상태에서 2개월의 배터리 수명을 가지며, 119 달러의 소매가로 출시되었다. 무게는 175 그램 (6.2 oz)이며, 크기는 6.5인치 × 5인치 × 0.42인치이고, 4 GB의 저장 공간 중 2 GB는 눅 스토어 콘텐츠용으로, 512 MB는 추가 사용자 콘텐츠용으로 예약되어 있다. 이 장치는 안드로이드 2.3 진저브레드를 사용하며, 256 MB RAM과 800 MHz 프로세서를 탑재했다. 눅 심플 터치 리더와 비교하면, 글로우라이트는 흰색 외관, 더 밝은 화면, 1024 × 758로 향상된 화면 해상도, 그리고 더 튼튼한 실리콘 가장자리를 가지고 있다. 심플 터치와 비교하여 마이크로SD 카드 슬롯과 페이지 넘김 버튼이 제거되었다.

##### Nook GlowLight Plus (6인치)
눅 글로우라이트 플러스 전자책 단말기는 2015년 10월 21일에 출시되었으며, 6인치 300 ppi 카르타 E 잉크 화면에 전면 조명과 터치스크린, 와이파이, 알루미늄 후면 쉘, 무선 기능이 꺼진 상태에서 6주(1,500 mAh)의 배터리 수명, 6.4 x 4.6 x 0.4인치의 크기, 6.9온스의 무게를 자랑하며, IP67 등급을 충족하여 최대 1미터 깊이에서 30분 동안 방수 및 방진 기능을 제공한다. 눅 소프트웨어는 안드로이드 4.4 킷캣에서 실행되며 2.8 GB의 사용자 접근 가능한 저장 공간을 갖추고 있다. 글로우라이트 플러스는 프리스케일 i.MX6 1 GHz CPU와 512 MB RAM을 사용한다.
이 장치는 안드로이드 4.4를 실행하므로, 서드파티 앱과 런처를 설치할 수 있다. 물리적 버튼이 없기 때문에 서드파티 앱을 설치하기 위한 초기 설정은 컴퓨터와의 USB 연결을 통해 이루어진다.

##### Nook GlowLight 3
2017년 11월, B&N은 3세대 글로우라이트 전자책 단말기를 발표했다. 이 장치는 6인치 화면과 IP67 인증이 없는 원래 심플 터치를 연상시키는 디자인으로 돌아왔다. 글로우라이트 3은 향상된 조명 시스템을 갖추고 있어 낮이나 밝은 조명의 방에서는 시원한 백색광을 제공하지만, 수동 또는 자동으로 푸른빛이 적은 주황색 톤의 야간 모드로 전환하여 어두운 공간에서 독서할 수 있다.

##### Nook GlowLight Plus (7.8인치)
2019년 5월, B&N은 글로우라이트 플러스 전자책 단말기를 발표했다. 이 장치는 7.8인치 E 잉크 화면으로 현재까지 가장 큰 눅 전자책 단말기이다. 글로우라이트 플러스는 방수 기능이 있으며, 8 GB 저장 공간, 글로우라이트 3과 유사한 색상 변화 전면 조명, 그리고 물리적인 페이지 넘김 버튼을 가지고 있다. 조명 기술은 낮에는 시원한 흰색, 밤에는 따뜻한 톤으로 조절 가능한 설정을 제공한다.

##### Nook GlowLight 4e
2022년 5월, B&N은 6인치 글로우라이트 전자책 단말기를 발표했다. 4e는 글로우라이트 4와 유사한 사양을 가지지만, 글로우라이트 4의 향상된 조명 시스템이 없다. 이 장치는 또한 물리적인 페이지 넘김 버튼과 USB-C를 가지고 있다.

#### LCD 장치

##### Nook Color
2010년 11월 19일 출시되었고 249 달러에 판매된 눅 컬러는 안드로이드 2.1 이클레어가 설치되어 있다. 이 장치는 TI OMAP 3621 800 MHz 프로세서로 구동되며, 512 MB RAM, 8 GB 플래시 저장 공간, 7인치 LCD 화면, 그리고 마이크로SD 확장 슬롯을 갖추고 있다. 2012년 2월 21일, 눅 컬러의 가격은 169 달러로 인하되었다. 2012년 8월 12일, 눅 컬러의 가격은 149 달러로 인하되었다. 2012년 11월 3일, 눅 HD와 눅 HD+ 출시 이후, 눅 컬러의 가격은 139 달러로 인하되었다.

##### Nook Tablet

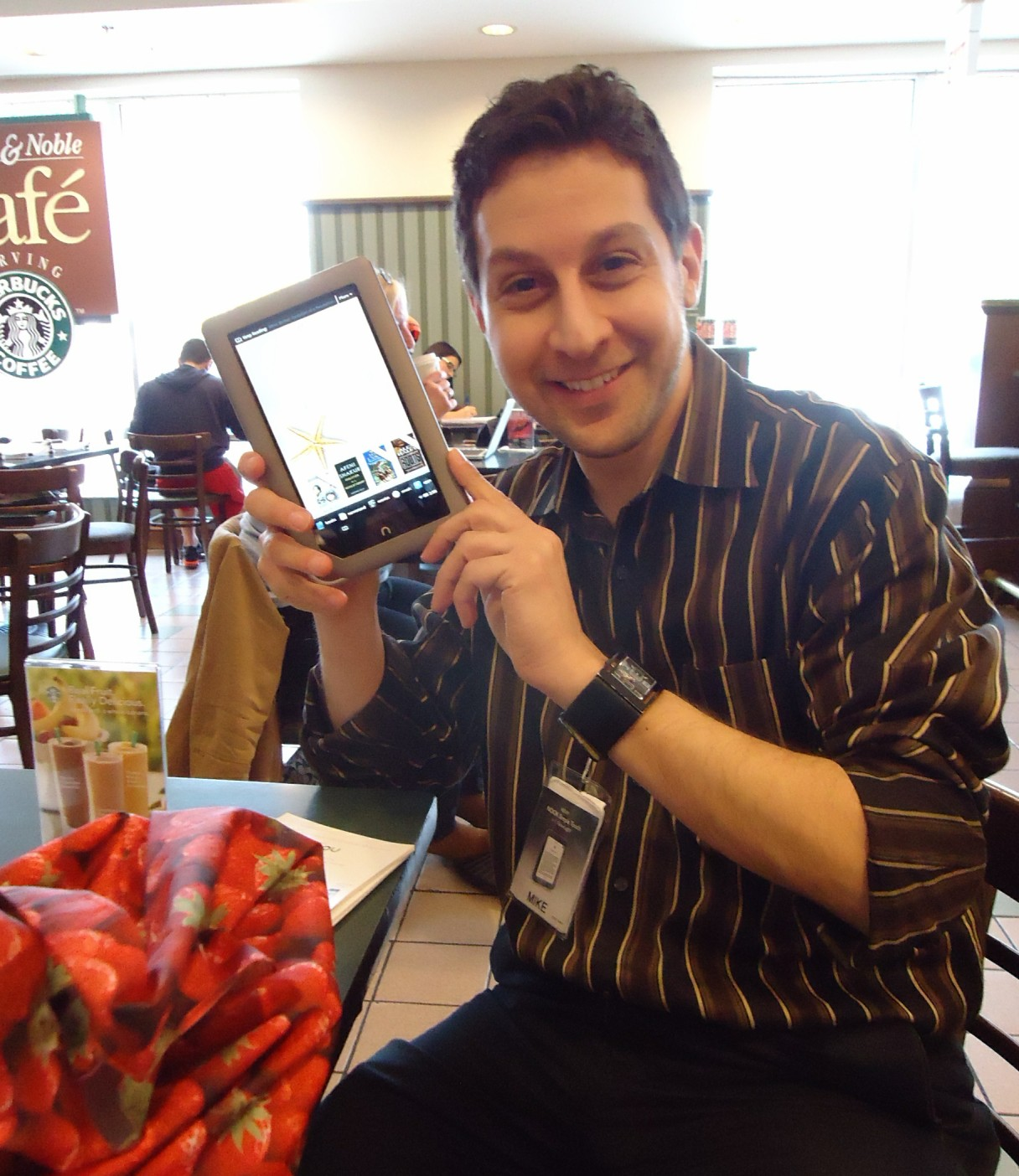
리빙스턴 (뉴저지주)에 있는 반스 & 노블 서점에서 눅 태블릿을 시연하는 영업사원

안드로이드 OS 기반의 7인치 눅 태블릿은 16 GB 내장 스토리지를 갖추고 2011년 11월 17일에 249 달러에 출시되었다. 8 GB 내장 스토리지 버전은 2012년 2월 21일에 199 달러에 출시되어, 해당 가격대에서 눅 컬러를 대체했다. 2012년 8월 12일, 눅 태블릿 8 GB와 눅 태블릿 16 GB의 가격은 각각 179 달러와 199 달러로 인하되었다.

##### Nook HD
2012년 9월 26일 발표되고 2012년 11월 1일 눅 HD+와 함께 출시된 눅 HD(NOOK HD로 표기)는 1440x900 해상도의 7인치 태블릿이다. 이는 7인치 킨들 파이어 HD와 경쟁하며, 스노우와 스모크(진회색) 두 가지 색상으로 제공된다. 텍사스 인스트루먼트 1.3 GHz 듀얼 코어 프로세서와 1 GB RAM을 갖추고 있다. 아마존닷컴의 인스턴트 비디오 서비스와 유사하게 NOOK 비디오 스토어에서 720p 비디오를 재생할 수 있다. 눅 HD는 초기에 8 GB 모델이 199 달러, 16 GB 모델이 229 달러로 책정되었다. 이후 8 GB 모델은 129 달러, 16 GB 모델은 149 달러로 인하된 가격에 판매되었다.
눅 HD는 안드로이드 4.0.3 아이스크림 샌드위치의 대폭 수정된 버전을 실행한다.
눅 HD/HD+ 라인은 재정적 손실로 인해 반스 & 노블의 2013년 회계연도 말 보고서에서 발표된 바와 같이 원래 단종될 예정이었다. 몇 달 후, B&N 사장 마이클 P. 허스비는 전 CEO 윌리엄 린치의 사임 이후 회사가 "시장에서 최고의 가치로 최첨단 눅 흑백 및 컬러 장치를 계속 설계하고 개발할 의도가 있다"고 발표했다.

##### Nook HD+
눅 HD+(NOOK HD+로 표기)는 반스 & 노블의 첫 태블릿으로, NOOK 비디오 스토어에서 다운로드 가능한 영화와 TV 프로그램을 1080p 해상도로 재생할 수 있다. 2012년 9월 26일 발표된 NOOK HD+는 1920 × 1280 해상도의 9인치 태블릿이다. 유사한 8.9인치 킨들 파이어 HD와 경쟁하며, 텍사스 인스트루먼트 1.5 GHz 듀얼 코어 OMAP 4470 프로세서를 탑재했으며, 초기에 16 GB 모델은 269 달러, 32 GB 모델은 299 달러로 책정되었다. 눅 HD+는 안드로이드 4.0.3 아이스크림 샌드위치의 대폭 수정된 버전을 실행한다.

##### 삼성 갤럭시 탭 4 눅
2014년 10월 22일, B&N은 10.1인치 LCD를 탑재한 갤럭시 탭 4 눅 10.1을 출시했다. 삼성 갤럭시 탭 4 10.1과 동일한 사양을 갖추고 있어 1.2 GHz 퀄컴 프로세서, 149 ppi의 1280x800 해상도, 플래시 없는 1.3 MP 전면 카메라, 3.0 MP 후면 카메라, 최대 64 GB 카드까지 지원하는 마이크로SD 저장 슬롯을 특징으로 한다. 출고가는 299 달러였다.

##### 삼성 갤럭시 탭 눅
2014년 2월, B&N은 새로운 눅 컬러 태블릿이 2014년에 출시될 것이라고 발표했다. 2014년 6월, 반스 & 노블은 삼성과 협력하여 삼성 갤럭시 탭 4 눅이라는 공동 브랜드 태블릿을 개발할 것이라고 발표했다. 이 기기들은 삼성의 하드웨어와 7인치 디스플레이, 그리고 반스 & 노블의 맞춤형 눅 소프트웨어를 특징으로 할 것이다.

##### 삼성 갤럭시 탭 4 눅
갤럭시 탭 4 눅은 2014년 8월 21일 미국에서 출시되었으며, B&N의 눅 사업부는 소프트웨어 및 콘텐츠에, 삼성은 7인치 LCD를 포함한 하드웨어에 중점을 두었다. 이 제품은 1.2 GHz 쿼드 코어 스냅드래곤 SOC와 1.5 GB RAM, 와이파이, 블루투스를 탑재한 안드로이드 4.4.2 킷캣을 사용하며, 1.2 MP 전면 카메라, 3.2 MP 후면 카메라, 1280 × 800 해상도의 화면, 최대 64 GB 카드까지 지원하는 마이크로SD 저장 슬롯을 특징으로 한다. 출고가는 199 달러였다.

##### 삼성 갤럭시 탭 S2 눅
2015년 9월, B&N은 눅 브랜드 삼성 갤럭시 탭 S2 8인치 LCD 태블릿인 삼성 갤럭시 탭 S2 눅을 출시했는데, 여기에는 일부 삼성 및 B&N 소프트웨어가 포함되어 있다. 안드로이드 5.0.2 롤리팝을 사용하며, 3 GB RAM, 32 GB 내장 스토리지, 마이크로SD 카드 슬롯, 두 개의 카메라 (2.1 MP 전면 및 8 MP 후면), 그리고 4,000 mAh 배터리를 특징으로 하며, B&N은 비디오 사용 시 최대 14시간 지속된다고 밝히며 출고가 399.99 달러로 출시되었다.

##### 삼성 갤럭시 탭 E 눅
2015년 10월, B&N은 눅 브랜드 삼성 갤럭시 탭 S2 9.7 9.7인치 LCD 태블릿인 삼성 갤럭시 탭 E 눅을 출시했으며, 여기에는 일부 삼성, B&N, 마이크로소프트 소프트웨어가 포함되어 있다. 이 태블릿은 1.2 GHz 퀄컴 스냅드래곤 410 CPU에 안드로이드 5.1.1 롤리팝을 실행하며, 16 GB 저장 공간, 마이크로SD 카드 지원, 547그램의 무게, 두 개의 카메라(2 MP 전면 및 5 MP 후면)를 갖추고 있다. 9.6인치 디스플레이는 1280 × 800 해상도이며, 249 달러에 판매된다.

##### Nook Tablet 7
2016년 11월, B&N은 눅 브랜드 태블릿인 눅 태블릿 7을 출시했으며, 7인치 LCD 화면은 600 × 1024 해상도를 가지며 50 달러에 판매된다. 안드로이드 6.0 마시멜로를 사용하며 눅 앱이 포함되어 있고, 1.3 GHz 미디어텍 CPU를 탑재했다. 8 GB 저장 공간, 마이크로SD 카드 슬롯, 와이파이, 블루투스를 갖추고 있다. 무게는 8.8온스이며 배터리 수명은 최대 7시간이다. 2018년 12월, B&N은 16 GB 저장 공간과 안드로이드 8.1 (Go 에디션)을 갖춘 업데이트 버전을 출시했다.

##### Nook Tablet 10.1"
2018년 11월 14일, B&N은 눅 태블릿 10.1인치를 출시했는데, 이는 안드로이드 8.1 (Go 에디션) 태블릿으로 10.1인치 LCD 화면은 1920 × 1200 해상도와 224 ppi 픽셀 밀도를 가지고 있다. 1.5 GHz 미디어텍 프로세서와 2 GB RAM을 갖추고 있다. 이 장치는 32 GB의 온보드 저장 공간(사용 가능 25 GB)을 가지며, 마이크로SD 카드(최대 256 GB)로 확장할 수 있다. 3.5 mm 헤드폰 잭, 마이크로USB 2.0 포트, ac 와이파이, 그리고 블루투스를 지원한다. 전면 및 후면 카메라는 모두 2메가픽셀이며 720p 비디오를 녹화할 수 있다. 이 태블릿은 화이트 라벨 제조사인 서던 텔레콤에서 제조했으며, 출시 가격은 129.99 달러였다.

##### Nook 10" HD (LCD)
2021년 4월 2일, 레노버와 반스 & 노블은 2018년 모델의 후속작인 눅 10인치 HD를 출시했다. 안드로이드 10 기반 태블릿은 2.3 GHz 옥타코어 미디어텍 P22T 프로세서와 2기가바이트 RAM을 탑재했다. 10.1인치 IPS 디스플레이는 1280 × 800 해상도를 가지고 있다. 이 태블릿에는 마이크로SD 카드 슬롯이 포함되어 있으며, 32기가바이트의 온보드 저장 공간(실제 사용 가능 용량은 23 GB)이 제공된다. 8 MP 후면 카메라와 5 MP 전면 카메라를 갖추고 있다. 출시 가격은 129.99 달러였다.

## 기능 및 사양
모든 모델은 다음과 같은 기능을 가지고 있다:
- 와이파이

| 세대                       | 외형          | 출시 일자    | 디스플레이 유형            | 용량  | 마이크로SD 카드 슬롯 | 이동 통신 데이터 (3G) | 최신 공식 안드로이드 버전 | 화면 크기 mm                          | 화면 해상도 픽셀                   | 크기 mm (in)                                             | 무게 g (oz) | 원래 가격 미국 |
| -------------------------- | ------------- | ------------ | -------------------------- | ----- | -------------------- | --------------------- | ------------------------- | ------------------------------------- | ---------------------------------- | -------------------------------------------------------- | ----------- | -------------- |
| 눅                         |               | 2009-Nov-30  | 전자종이 (E 잉크) 및 LCD   | 2 GB  | 예                   | 예                    | 1.5                       | 152 (6 in) (E-Ink), 89 (3.5 in) (LCD) | 600 × 800 (E-Ink), 480 × 144 (LCD) | 196 × 124 × 13 (7.7 × 4.9 × 0.5)                         | 343 (12.1)  | $259           |
| 눅                         | 2010-Jun-21   | 아니요       | 전자종이 (E 잉크) 및 LCD   | 2 GB  | 예                   | 329 (11.6)            | 1.5                       | 152 (6 in) (E-Ink), 89 (3.5 in) (LCD) | 600 × 800 (E-Ink), 480 × 144 (LCD) | 196 × 124 × 13 (7.7 × 4.9 × 0.5)                         | $149        |                |
| Nook Simple Touch          | 눅 2세대      | 2011-Jun-10  | 전자종이 (E 잉크 펄)       | 2 GB  | 예                   | 아니요                | 2.1                       | 152 (6 in)                            | 600 × 800 @ 167 PPI                | 165 × 127 × 12 (6.5 × 5.0 × 0.5)                         | 212 (7.5)   | $139           |
| Nook Color                 | 눅 2세대 컬러 | 2010-Nov-19  | LCD                        | 8 GB  | 예                   | 아니요                | 2.2                       | 178 (7 in)                            | 600 × 1024 @ 169 PPI               | 127 × 206 × 12 (5.0 × 8.1 × 0.5)                         | 448 (15.8)  | $249           |
| Nook Tablet                |               | 2011-Nov-17  | LCD                        | 16 GB | 예                   | 아니요                | 2.3                       | 178 (7 in)                            | 600 × 1024 @ 169 PPI               | 127 × 206 × 12 (5.0 × 8.1 × 0.5)                         | 400 (14.1)  | $249           |
| Nook Tablet                | 2012-Feb-22   | 8 GB         | LCD                        | $199  | 예                   | 아니요                | 2.3                       | 178 (7 in)                            | 600 × 1024 @ 169 PPI               | 127 × 206 × 12 (5.0 × 8.1 × 0.5)                         | 400 (14.1)  |                |
| Nook HD                    |               | 2012-Nov-8   | LCD                        | 16 GB | 예                   | 아니요                | 4.0.3                     | 180 (7 in)                            | 900 × 1440 @ 243 PPI               | 194.4 × 127.1 × 11 (7.65 × 5.00 × 0.43)                  | 315 (11.11) | $229           |
| Nook HD                    | 8 GB          | 2012-Nov-8   | LCD                        | $199  | 예                   | 아니요                | 4.0.3                     | 180 (7 in)                            | 900 × 1440 @ 243 PPI               | 194.4 × 127.1 × 11 (7.65 × 5.00 × 0.43)                  | 315 (11.11) |                |
| Nook HD+                   | 눅 HD         | 2012-Nov-8   | LCD                        | 32 GB | 예                   | 아니요                | 4.0.3                     | 227 (9 in)                            | 1280 × 1920 @ 257 PPI              | 240.3 × 162.8 × 11.4 (9.46 × 6.41 × 0.45)                | 515 (18.17) | $299           |
| Nook HD+                   | 눅 HD         | 2012-Nov-8   | LCD                        | 16 GB | 예                   | 아니요                | 4.0.3                     | 227 (9 in)                            | 1280 × 1920 @ 257 PPI              | 240.3 × 162.8 × 11.4 (9.46 × 6.41 × 0.45)                | 515 (18.17) | $269           |
| Nook Glowlight             |               | 2013-Oct-30  | E-paper (E 잉크 펄)        | 4 GB  | 아니요               | 아니요                | 2.1                       | 152 (6 in)                            | 758 × 1024 @ 212 PPI               | 165 × 127 × 10.7 (6.5 × 5.0 × 0.42)                      | 175 (6.2)   | $119           |
| 삼성 갤럭시 탭 4 눅        |               | 2014-Aug-21  | LCD                        | 8 GB  | 예                   | 아니요                | 4.4.2                     | 180 (7 in)                            | 800 × 1280 @ 149 PPI               | 186.9 mm (7.36 in), 107.9 mm (4.25 in), 8.0 mm (0.31 in) | 274 (9.66)  | $199           |
| 삼성 갤럭시 탭 4 눅 10.1   |               | 2014-Oct-22  | LCD                        | 16 GB | 예                   | 아니요                | 4.4.2                     | 180 (10.1 in)                         | 800 × 1280 @ 149 PPI               | 243.4 mm (9.58 in), 176.4 mm (6.94 in), 8.0 mm (0.31 in) | 485 (17.11) | $349           |
| 삼성 갤럭시 탭 S2 NOOK     |               | 2015-Sep-03  | LCD                        | 32 GB | 예                   | 아니요                | 6.0.1                     | (8 in)                                | 2048 × 1536 @ 320 PPI              | 198.6 mm (7.8 in), 134.8 mm (5.3 in), 5.6 mm (0.22 in)   | 265 (9.4)   | $399           |
| 삼성 갤럭시 탭 E NOOK      |               | 2015-Oct-07  | LCD                        | 16 GB | 예                   | 아니요                | 6.0.1                     | (9.6 in)                              | 1280 × 800 @ 157 PPI               | 241.8 mm (9.52 in), 150 mm (5.89 in), 9.7 mm (0.38 in)   | 547 (19.3)  | $229           |
| Nook Glowlight Plus        |               | 2015-Oct-21  | E-paper (E 잉크 카르타)    | 4 GB  | 아니요               | 아니요                | 4.4.2                     | 152 (6 in)                            | 1072 × 1448 @ 300 PPI              | 163.6 × 119.6 × 8.6 (6.4 × 4.7 × 0.34)                   | 195 (6.9)   | $129           |
| 삼성 갤럭시 탭 A NOOK      |               | 2016-Aug-17  | LCD                        | 8 GB  | 예                   | 아니요                | 6.0.1                     | (7 in)                                | 1280 × 800 @ 216 PPI               | 187 mm (7.35 in), 108 mm (4.27 in), 8.6 mm (0.34 in)     | 281 (9.92)  | $139           |
| Nook Tablet 7" (2016)      |               | 2016-Nov-25  | LCD                        | 8 GB  | 예                   | 아니요                | 6.0                       | (7 in)                                | 1024 × 600 @ 171 PPI               | 188 mm (7.40 in), 107 mm (4.20 in), 9.9 mm (0.39 in)     | 249 (8.80)  | $49.99         |
| Nook Glowlight 3           |               | 2017-Nov-08  | E-Paper (E 잉크 카르타)    | 8 GB  | 아니요               | 아니요                | 4.4.2                     | 152 (6 in)                            | 1072 × 1448 @ 300 PPI              | (6.93 in), (5.0 in), (0.38 in)                           |             | $119.99        |
| Nook Tablet 7" (2018)      |               | 2018-Dec-3   | LCD                        | 16 GB | 예                   | 아니요                | 8.1                       | (7 in)                                | 1024 × 600 @ 171 PPI               | 188 mm (7.40 in), 107 mm (4.20 in), 9.9 mm (0.39 in)     |             | $49.99         |
| Nook Tablet 10.1" (2018)   |               | 2018-Nov-5   | LCD                        | 32 GB | 예                   | 아니요                | 8.1                       | (10 in)                               | 1920 x 1200 @ 224 PPI              | 262 mm, 157 mm, 10 mm                                    | 454         | $129           |
| Nook Glowlight Plus (7.8") |               | 2019-May-23  | E-paper (E 잉크 카르타)    | 8 GB  | 아니요               | 아니요                | 4.4                       | 198 (7.8 in)                          | 1404 × 1872 @ 300 PPI              | 210 mm (8.30 in), 150 mm (5.90 in), 8.6 mm (0.34 in)     | 279 (9.84)  | $199.99        |
| Nook 10 HD (2021)          |               | 2021-April-2 | LCD                        | 32 GB | 예                   | 아니요                | 10                        | (10.1 in)                             | 800 × 1280 @149 PPI                | (9.51 × 5.88 × 0.21)                                     | 420 (0.9)   | $129.99        |
| Nook Glowlight 4           |               | 2021-Dec-14  | E-Paper (E 잉크 카르타 HD) | 32 GB | 아니요               | 아니요                | 8.1                       | 152 (6 in)                            | 1072 × 1448 @ 300 PPI              | (6.93 in), (5.0 in), (0.38 in)                           | 170         | $149.99        |
| Nook Glowlight 4e          |               | 2022-Jun-7   | E-Paper (E 잉크 카르타 HD) | 8 GB  | 아니요               | 아니요                | 8.1                       | 152 (6 in)                            | 758 × 1024 @ 212 PPI               | (6.93 in), (5.0 in), (0.38 in)                           |             | $99.99         |
| Nook Glowlight 4 Plus      |               | 2023-Sep-6   | E-Paper                    | 32 GB | 아니요               | 아니요                | 8.1                       | 198 (7.8 in)                          | 1404 × 1872 @ 300 PPI              |                                                          |             | $199.99        |

## 판매
2011년 12월 1일, 반스 & 노블은 2011년 2분기 눅 및 눅 관련 매출이 9억 2천만 달러라고 밝혔다. 눅은 2011년 E-페이퍼 리더 시장에서 13.4%의 글로벌 시장 점유율을 기록했다.
2012년 10월 29일, 경쟁사인 블랙웰스와 포일스 서점, 존 루이스 백화점, 웨이트로즈와 세인즈버리스 슈퍼마켓 체인, 그리고 고가 카탈로그 소매업체 아고스가 영국에서 눅 전자책 단말기를 출시했으며, 11월부터는 눅 HD와 눅 HD+ 태블릿 컴퓨터가 매장에서 판매되기 시작했다.
2016년 3월, 반스 & 노블은 더 이상 영국에서 디지털 콘텐츠를 판매하지 않을 것이라고 밝혔다. 2016년 3월 15일부터 영국 눅 스토어와 안드로이드용 영국 눅 리딩 앱의 운영을 중단할 것이라고 발표했다. 반스 & 노블은 영국에서 눅 판매를 중단하는 이유를 밝히지 않았지만, 평론가들은 판매 감소를 그 이유로 들었다. 2016년 3월 15일, 반스 & 노블은 눅 앱 스토어와 눅 비디오를 폐쇄할 것이라고 발표했는데, 이는 반스 & 노블 기기에서 실행되는 구글 플레이 스토어가 훨씬 더 성공적이었기 때문일 가능성이 크다. 영국에서는 전자책이나 비디오 콘텐츠를 구매한 사용자들이 콘텐츠를 잃지 않기 위해 다른 공급업체에 계정을 개설해야 한다.
B&N은 미국에서 계속해서 전자책과 디지털 잡지 및 신문을 판매한다.

## 서드파티 장치용 눅 전자책 애플리케이션
반스 & 노블은 눅 이외의 장치에서 독서를 허용하는 무료 전자책 애플리케이션을 제공한다. 선택 항목에는 눅 리딩 앱, 웹용 눅, 눅 스터디가 포함된다.

### 눅 무료 독서 애플리케이션
반스 & 노블은 눅 디지털 독서 자료에 접근할 수 있도록 다양한 플랫폼용 무료 애플리케이션을 제공한다:
- 데스크톱 및 노트북 컴퓨터용:
  - 윈도우 8 및 윈도우 10용 NOOK (미국 한정)
- 스마트폰 및 태블릿용:
  - 안드로이드용 NOOK
  - 아이폰 및 아이패드용 NOOK

### NookStudy 및 Yuzu

#### NookStudy
2010년 8월, 웹 기반 교과서 대여 서비스를 도입하는 동시에 반스 앤 노블(미국 최대 교과서 판매업체 중 하나)은 "사용자가 컴퓨터에서 사용할 수 있는 교과서 전자책 버전을 구매하거나 대여할 수 있도록" NOOK Study 앱을 PC 또는 Mac용으로 출시했다. 모바일 리드는 눅 스터디("NookStudy" 또는 "NOOK Study"로 표기되기도 함)를 "반스 & 노블의 무료 전자 교과서 애플리케이션으로, 디지털 학습 도구 모음을 제공한다. 마이크로소프트 윈도우 및 애플의 맥 OS X에서 사용할 수 있다." 눅 스터디는 눅 전자책 단말기에서는 사용할 수 없으며, 오직 PC, Mac, 아이패드에서만 사용하도록 설계되었고, "최대 두 대의 컴퓨터"에서 전자 교과서를 읽을 수 있도록 허용한다.
눅 스터디는 두 가지 범주의 이점을 제공한다: 다른 전자책 기기를 통해 접근할 수 있는 전자책 및 기타 콘텐츠를 읽을 수 있는 기능, 그리고 반스 & 노블에서 구매한 전자 교과서를 눅 스터디 애플리케이션을 통해 컴퓨터에서 읽을 수 있는 기능. 반스 & 노블의 눅 스터디 FAQ에 따르면: "화면이 콘텐츠를 제대로 볼 수 없을 정도로 너무 작기 때문에 눅이나 모바일 장치로 교과서를 읽을 수 없습니다."
디지털 리더에서 네이트 호펠더는 눅 스터디가 교과서를 읽기 위한 다른 전자책 소프트웨어보다 우월하다고 평가하는 기능을 설명한다. 예를 들어, 그는 다음과 같이 썼다:
...여러 가지 종류의 주석(하이라이트, 별표, 질문)을 달 수 있고, 7가지 다른 색상으로 별표와 질문을 할 수 있다. 또한 텍스트 노트를 첨부할 수 있고, 위키백과, 구글, 사전닷컴, 울프럼 알파, 그리고 유튜브를 검색할 수 있다. 그리고 방금 검색을 통해 찾은 웹페이지에 링크를 첨부할 수 있다는 것을 알았다. 링크를 첨부하는 것은 쉽지 않지만 가능하다.
이제 정말 감동받았다. 사전닷컴, 울프럼 알파, 유튜브를 검색할 수 있다는 점이 좋다. 이것이 눅스터디의 킬러 기능이 될 수 있다고 생각한다(킨들의 색인 검색처럼).
다른 멋진 기능으로는 여러 전자책을 탭으로 열 수 있는 것과 주석을 위한 두 번째 TOC가 있다.

2011년 8월 2일자 보도 자료에서 BN College는 NBC의 투데이 쇼와 MSNBC.com에서 "주변에서 가장 멋진 디지털 학습 도구"로 눅 스터디를 극찬했다고 인용했다. 투데이 쇼와 MSNBC.com 게시물에서 MSNBC의 기술 및 과학 부편집장인 윌슨 로스먼은 대학 기술 필수품 쇼핑 시 고려해야 할 10가지 개학 기술 생존 팁 목록에 눅 스터디를 포함시켰으며, "눅 스터디는 학생들이 대학에 다시 갈 때 고려해야 할 필수적인 개학 도구이며, '주변에서 가장 멋진 디지털 학습 도구'일 수 있다.'"
반스 & 노블은 아마도 주변에서 가장 멋진 디지털 학습 도구를 가지고 있을 것이다. 진지하게 말해서, PC와 Mac용으로 무료로 제공되는 이 전자 교과서 애플리케이션은 책을 디지털로 얻을 수 있을 뿐만 아니라, 수업 자료를 정리하고, 강의 계획서 및 기타 문서를 정리하고, 메모를 작성하고, 인쇄하고, 내보내고, 관련 조사를 위해 온라인에 접속할 수 있게 해준다. 아마존의 교과서 대여 프로그램에 대한 동일한 경고(특정 학습 자료를 이용할 수 없을 수도 있다는 점)가 여기에 적용되지만, 0.00달러라는 가격에 시도해 볼 가치는 분명히 있으며, 다른 기능들도 자체적으로 유용할 수 있다.

#### Yuzu
2014년 4월, 반스 & 노블 웹사이트는 눅 스터디가 유주(Yuzu)로 대체되었다고 발표했는데, 이 회사는 유주를 "반스 & 노블의 차세대 디지털 교육 플랫폼"이라고 불렀다. 4월에 NOOK Study는 이미 "단종"되었고, 베타 버전의 유주가 아이패드와 인터넷 익스플로러 및 사파리 6.1/7 브라우저용으로 소개되었다. 유주는 그 해 여름에 공식적으로 출시되었고, 더 많은 브라우저와 안드로이드, IOS, 윈도우 앱으로 제공되었다. 그러나 눅 스터디 사이트는 계속해서 눅 스터디 프로그램으로의 링크를 제공하며 다음과 같이 설명했다: "눅 스터디 사용자로서 질문이 있을 수 있다는 점을 이해합니다. 이 페이지에서는 찾고 있는 것을 찾을 수 있도록 적절한 웹사이트로 안내하려고 노력할 것입니다." "눅 스터디 도움말 얻기"를 클릭하면 "NOOK Study Knowledge Base"로 리디렉션되며, 여기에서 눅 스터디 앱을 다운로드할 수 있을 뿐만 아니라 자주 묻는 질문에 대한 답변도 찾을 수 있다. 유주는 NOOKStudy와 마찬가지로 "학생들에게 간단한 앱에서 차세대 독서 및 메모 작성 경험을 제공하지만, BN의 대학 중심 웹사이트 Faculty Enlight과 통합되어 교육자들이 필요한 교과서 및 기타 학술 자료를 검색하고, 이를 코스팩으로 묶어, 수업을 위한 필수 및 권장 독서 목록을 작성하는 것을 더 쉽게 만들어줌으로써 NookStudy를 개선한다"는 장점이 있다. 그러나 유주의 단점은 "유주는 눅 스토어 또는 눅 스터디와 계정을 공유하지 않는다"는 점과 "유주는 눅 스터디 교과서와 호환되지 않는다"는 점이다. 엔가젯의 에밀리 프라이스는 비슷한 의견을 제시했다: "유주로 인해 [NOOKStudy]가 단계적으로 폐지되고 있으며, 슬프게도 해당 서비스를 통해 이미 구매한 고가의 서적은 새 앱과 호환되지 않는다."
2016년 3월, B&N은 유주를 폐쇄하고 디지털 교과서에 대해 바이탈소스와 제휴할 것이라고 발표했다.

## 문제점

### 호환성 문제
맥용 눅 사용자들은 앱이 Mac OS 10.8 마운틴 라이언과 호환성 문제가 있다는 점을 지적했다. 이 애플리케이션은 OS 10.6 스노 레퍼드를 요구하지만, 많은 사용자들이 마운틴 라이언(그리고 결과적으로 2012년 7월 이후 판매된 모든 Mac)에서 성능 문제를 겪었다.

### 잠긴 파일 테이블
눅의 파일 테이블은 잠겨 있으므로 캘리버와 같은 외부 프로그램을 사용하여 업로드된 파일을 자동으로 정리할 수 없다. 모든 정리는 장치 자체에서 한 번에 한 권씩 이루어져야 하며, 이러한 정리는 백업하거나 다른 곳에 저장할 수 없다.

### 대여 제한
책은 눅의 LendMe 프로그램을 통해 한 번만 대여할 수 있다.

### NOOK 스토어 콘텐츠 다운로드
- 반스 & 노블 디지털 콘텐츠를 구매하고 신용카드가 만료되면 유효한 신용카드를 계정에 입력하기 전까지 콘텐츠를 다시 다운로드할 수 없다.[82][83] 이는 반스 & 노블의 대부분의 다운로드가 복사 제한(DRM)을 가지고 있고, 신용카드가 이를 해제하는 데 필요하기 때문이다.
- 2014년 9월 17일, 반스 & 노블은 사전 경고 없이 마이 눅 온라인 라이브러리의 많은 책에서 "다운로드" 버튼을 제거했다. 독자들이 전자책 사본을 다운로드하고 해당 콘텐츠를 다른 앱이나 장치로 전송할 수 있게 했던 이 버튼의 제거는 수많은 사용자들을 불쾌하게 만들었다. 전화, 이메일, 온라인 채팅, 소셜 미디어 포럼을 통한 사용자 불만 및 문의는 다음과 같은 표준 B&N 응답을 이끌어냈다:[84]

죄송합니다만, NOOK 구매 콘텐츠를 측면에서 로드하는 기능은 중단되었습니다. 불편을 드려 죄송합니다.
—NOOK 고객 지원 (@NOOK_Care) 2014년 9월 17일

## 사업 분사
2014년 6월 25일, 반스 & 노블은 눅 사업부를 독립 회사로 분사할 것이라고 발표했다. 2014년 12월 4일, 반스 & 노블은 눅과 관련된 마이크로소프트와의 파트너십 종료를 발표했으며, 2015년 1분기 말까지 눅의 분리를 완료할 의도라고 밝혔다. 그러나 2015년 2월, B&N은 단기적으로 눅 사업부를 유지하기로 결정했다. 2016년 4월, B&N은 눅 기술 서비스 대부분을 인도 기업인 바완 사이버텍(Bahwan CyberTek)에 아웃소싱하여 관리하도록 했다.

## 같이 보기
- 아마존 킨들